# Paul Wight
Paul Donald Wight II (n. 8 februarie 1972, Aiken⁠(d), Carolina de Sud, SUA) este un wrestler profesionist american, mai bine cunoscut prin numele său de Big Show. El a semnat cu WWE, unde a început să lupte din 1999, și a fost anterior Campionatul Mondial de Wrestling, unde a fost cunoscut sub numele de Big Show.
De-a lungul carierei sale, Wight (BigShow) a fost campion mondial de șapte ori. A castigat Campionatul Mondial la categoria grea WCW de două ori, / E Campion WWF de două ori, Campion Mondial ECW o dată, și Campionatul Mondial Heavyweight de două ori. El este singurul wrestler care  avut  toate cele patru titluri. Big Show a câștigat, de asemenea, Centura Intercontinentală o dată, Centura Statelor Unite o dată, și Centura WWE Hardcore de trei ori.
Big Show a avut si succes ca wrestler în echipă, de asemenea, a fost de unsprezece ori campion mondial la echipe. El a câștigat Centurile Mondiale la echipe , de cinci ori (de două ori cu Undertaker, și cu Kane, Chris Jericho, și Miz), WWE Tag Team Championship de trei ori (cu Jericho, Miz, și Kane), și  WCW World Tag Team Championship de trei ori (cu Lex Luger, Sting, și Scott Hall).
Big Show este al  24 Triple Crown și al 13-lea câștigător de Grand Slam din istorie WWE. Între WWE și WCW, Show a avut loc 23 de campionate totale. El a fost, de asemenea, câștigătorul anual la al doilea meci de tip 3 60-oameni lupta  de tip corp la corp în WCW 1996 și câștigător al Battle Royal-ului André the Giant la WrestleMania 31.

## Cariera de wrestler profesionist
Big Show este născut în Aiken, Carolina de Sud. După școală, Wight(Big Show) a lucrat în  diverse locuri de muncă, inclusiv , vânător de recompense și telefonist prin a face din urmă pentru o companie karaoke, el l-a întâlnit pe Danny Bonaduce într-un concurs de amatori, în direct, la radio - show-ul lui de dimineață. Bonaduce l-a prezentat pe Wight(Big Show) prietenului său Hulk Hogan. Ei au jucat un meci de baschet ,iar mai tarziu a fost la un show WCW. Lui Hogan i-a placut de Big Show , și l-au recomandat pentru WCW , vicepreședintelui  Eric Bischoff. Big Show a mers la evenimentul Horizon, și a fost invitat în Lockerroom, unde s-a întâlnit cu Ric Flair, Arn Anderson (eroul lui din copilărie) și cu Paul Orndorff. Mai târziu, el s-a întâlnit cu Bischoff acolo și au ajuns la un acord pentru semarea unui contract cu acesta.
Big Show a început în timpul în care era în WCW să se intereseze despre alăturarea lui în WWF(1999). Promotor și Scout Bob Collins l-au transformat imediat după ce a recunoscut că a el nu a avut nici o experiență. În timp ce se antrena , el a făcut o bandă de  audiție și a dat-o Mike Chioda, pe care el ar întâlnit într-un bar Philadelphia. Chioda îi transmite lui Pat Patterson, care nu sa deranjat ,pentru că el presupune că Big Show a fost un alt fel de luptător, diferit față de ceilalți. Abia când a văzut debutul gigantului (Big Show) în WCW, Patterson a realizat greșeala lui, și nemulțumirea lui Vince McMahon.

### WCW/World Championship Wrestling
A debutat în WCW la The Great American Bash în anul 1995 sub numele de The Giant.La 23 de ani câștigă Centura Mondială La Categoria Grea WCW fiind cel mai tânăr campion din istorie al acestei companii.

### World Wrestling Federation/World Wrestling Entertaiment
A debutat în WWF în anul 1999 ca un membru al echipei lui Vince McMahon,Corporația.Tot în 1999 a câștigat și titlul WWE.
În anul 2001 el reușește să câștige titlul Hardcore pe care l-a deținut de 3 ori.
La Survivor Series 2002 îl învinge pe Brock Lesnar pentru titlul WWE,devenind pentru a 2-a oară campion WWE.La No Mercy îl învinge pe Eddie Guerrero pentru titlul Statelor Unite,Big Show pierde titlul la WrestleMania 20 în fața lui John Cena.
În perioada 2004-2005 face echipă cu Kane,alături de el câștigă titlurile la echipe.
În 2006 el este mutat în ECW în urma Draftului,aici el câștigă titlul Mondial ECW.
În perioada 2008-2009 Big Show activează în SmackDown! a luptat la WrestleMania 25 pentru centura mondială cu Cena și Edge dar a pierdut. Apoi în următoarele luni a menținut o rivalitate cu Cena dar nu a ieșit victorios din aceasta.
În perioada 2009-2010 Big Show activează în Raw și câștigă titlurile unificate la echipe prima oară cu Chris Jericho și apoi cu The Miz.
În 2010 a fost mutat din nou în SmackDown! unde se realiază cu Kane.Câștigă din nou centurile la echipe de la Nucleu.
În 2011 a fost mutat în Raw și pierde titlurile la echipe în favoarea lui David Otunga și Michael McGillicutty.La TLC 2011 el câștigă titlul Mondial La Categoria Grea pe care îl deține numai 53 de secunde,fiind atacat de Mark Henry iar Daniel Bryan încasând valiza Money in The Bank pe Big Show și devenind noul campion Mondial La Categoria Grea.Pe 16 decembrie 2011,Big Show face echipa cu John Cena și CM Punk împotriva lui Mark Henry, The Miz și Alberto del Rio.Echipa lui Big Show câștigă,printr-un K.O. dat de Big Show lui Mark(fără să vadă arbitrul)urmat de un Attitude Adjustement dat de John Cena.La Wrestlemania 28 Big Show câștigă titlul Intercontinental de la Cody Rhodes,dar pierde titlul la Extreme Rules în fața lui Cody Rhodes.După ce pierde titlul Big Show face mișto de vocea lui John Laurinatis și este concediat.Sâmbătă înainte de Over The Limit Big Show și John Laurinatis au făcut o înțelegere și aceea că dacă Big Show intervine în favoarea lui John Laurinatis în meciul acestuia în fața lui John Cena,Big Show va primi un contract nou și mult mai bun decât cel vechi.Big Show intervine în meci în favoarea lui John Laurinatis și începe un feud cu John Cena.La No Way Out Big Show se înfruntă cu Cena într-un meci Steel Cage în care Cena câștigă.La Hell in a Cell îl bate pe Sheamus și devine campion mondial,însă pierde centura peste câteva luni în fața lui Alberto Del Rio.În 2013,la Royal Rumble are un meci cu Del Rio,de tip Last Man Standing(Ultimul om care rămâne în picioare) unde îi face un chokeslam printr-o masă lui Del Rio,dar totuși nu câștigă.După mai multe faze,în cele din urmă,Ricardo Rodriguez îi lipește picioarele cu scotch de corzi.Nu își eliberează picioarele și pierde. 
După atacurile repetate ale lui Big Show asupra lui Del Rio, aceștia s-au luptat pe  17 februarie la Elimination Chamber,unde Del Rio l-a făcut pe Show să cedeze și și-a apărat titlul.

#### The Authority⁠(d)(2013-2014)
Pe 7 aprilie la WrestleMania 29, Show, Orton și Sheamus au fost învinși de The Shield, după ce Big Show i-a lovit pe ambii coechipieri. 
Pe 19 aprilie , Big Show a făcut echipă cu Mark Henry împotriva lui Orton și Sheamus , Show numărându-l pe Orton. Rivalitatea dintre  Big Show și Orton a dus la un Extreme Rules meci pe 19 mai la Extreme Rules, unde Show a pierdut.
Big Show a revenit pe 12 august salvându-i pe Mark Henry și Rob Van Dam de un atac de la The Shield. 4 zile mai târziu la SmackDown, Show, Henry, și Van Dam au învins the Shield într-un six-man tag team match. În următoarea zi, Show a comentat împotriva lui Triple H , astfel a fost pus într-un meci 3 la 1 contra celor din The Shield, unde Show a pierdut. Autoritatea l-a forțat pe Show să își atace prietenii pentru a-și păstra slujba.
Când Show a încercat să se revolte , a fost arestat pentru că a încercat să îl lovească pe Triple H. La Battleground Big Show a intervenit meciul pentru titlul WWE dintre Bryan si Orton și i-a lovit pe amândoi,  apoi a transmis un mesaj lui Triple H și The Shield.
În noiembrie 2013, Show a început să se confrunte cu campionul WWE , Randy Orton Authority, dar nu a reușit să îl învingă la Survivor Series.
La TLC Show a făcut echipa cu Rey Mysterio, pierzând meciul împotriva lui Cody Rhodes și Goldust pentru titlurile la echipe într-un meci în care au participat 4 echipe , de asemenea și RybAxel (Ryback și Curtis Axel), cât și The Real Americans( Cesaro și Jack Swagger). Pe 6 ianuarie a avut loc o confruntare între Show și Lesnar , după ce acesta l-a atacat pe Mark Henry. Cei 2 s-au confruntat la Royal Rumble unde Show a pierdut în fața lui Lesnar. Big Show a participat în "André the Giant Memorial Battle Royal" la WrestleMania XXX, fiind ultima persoană eliminată de câștigătorul Cesaro. Pe 26 iulie 2014, Big Show s-a întors, învingându-l pe Cesaro. Pe 26 septembrie, Show a început un feud cu Rusev când el l-a învins pe Rusev prin descalificare. La Hell in a Cell, el a fost bătut de Rusev prin submission. Următoarea zi la Raw, Henry s-a întors împotriva lui Show și l-a atacat în timpul meciului cu campionii la echipe Goldust și Stardust.
La Survivor Series, ca parte din echipa lui  Cena, Big Show a trădat și l-a atacat pe Cena, cauzând eliminarea lui. Apoi, a dat mâna cu Triple H și a părăsit intenționat, fiind eliminat prin count out. Big Show l-a înfruntat pe Erick Rowan în primul meci de tipul Steel Stairs match la TLC, unde a câștigat.

#### 2015-prezent
Pe 25 ianuarie  2015 la Royal Rumble, Big Show a intrat în meciul Royal Rumble al 29-lea, a eliminat 5 superstaruri , dar a fost eliminat și el de câștigătorul Roman Reigns. La WrestleMania 31 a câștigat al doilea meci anual și primul din cariera sa de tipul "André the Giant Memorial Battle Royal" eliminându-l pe Miz. După Wrestlemania a început un feud cu Roman Reings luptând la Extreme Rules într-un Last man Standing match și fiind învins.
După un timp absent s-a întors în iunie având feude pentru centura intercontinentală luptând la Money in the Bank cu Ryback și La Summerslam într-un meci în trei cu Miz și Ryback dar câștigat de Ryback. Pe 9 noiembrie la Raw a intrat într-un turneu pentru a deveni campion mondial dar a pierdut cu Reigns în prima rundă.
Pe 4 ianuarie 2016, în timp ce Show lupta cu Ryback a fost atacat de Familia Wyatt devenind din nou "face", după ce era "heel" de la alianța cu Autoritatea. A participat în Royal Rumble cu numărul 15 dar a fost eliminat de Braun Strowman. Pe 26 ianuarie la Smackdown s-a râzbunat de Familia Wyatt după ce i-a salvat pe Reigns, Ambrose și Jericho. După atacurile celor de la Wyatt s-a programat un meci la Fastlane unde Ryback, Show și Kane a-u învins Familia Wyatt. A participat în meciul în memoria lui Andre the Giant de la WrestleMania 32 dar a fost câștigat de Baron Corbin. După asta i-au învins alături de Kane pe Strowman și Rowan la Main Evenit și diferite House show-uri.
A mai apărut puțin în ring de atunci luptând la Raw de câteva ori în meciuri puțin importante. Pe 5 decembrie a luptat cu Seth Rollins pierzând prin count out și atacândul pe Kevin Owens.
A participat în Royal Rumble 2017 dar a fost eliminat rapid de către Braun Strowman. Pe 20 februarie la Raw a luptat cu Strowman dar a fost învins. La Fastlane la bătut pe Rusev. A participat în turneul în memoria lui Andre the Giant de la WrestleMania 33 dar a fost eliminat.

## Manevre de final
- Chokeslam
- WMD(Arma de distrugere în masă,knockout punch)

## Manageri
- Jimmy Hart
- Shane McMahon
- Paul Bearer
- Paul Heyman
- Joy Giovanni

## Porecle

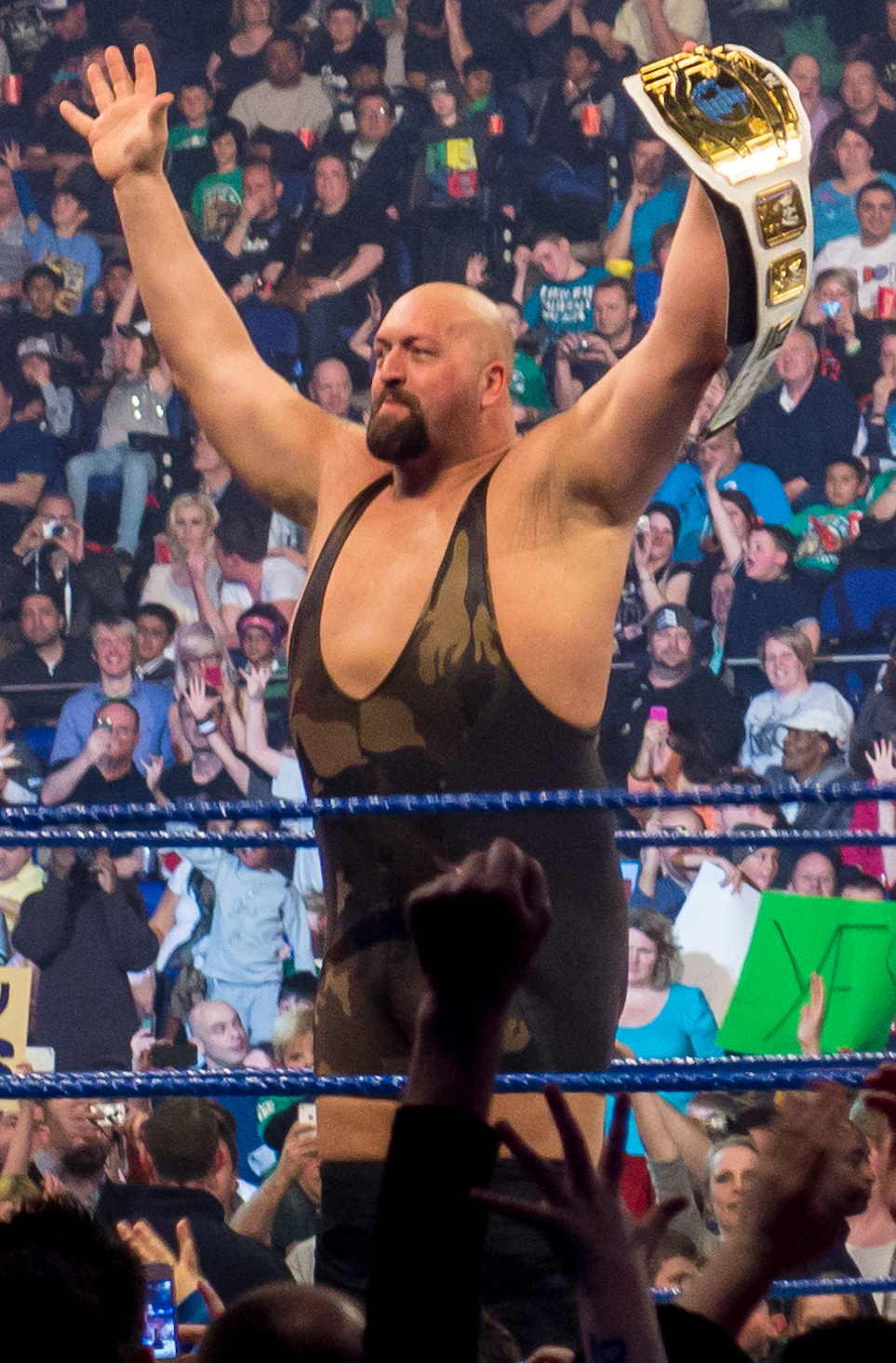
The Big Show as WWE Intercontinental Champion in April 2012.

- Cel mai mare atlet al lumii

## Titlurile în WWE
- Titlul WWE(de 2 ori)
- Titlul Mondial La Categoria Grea(de două ori(o dată în prezent-2012),dintre care o dată a fost cea mai scurtă domnie din istoria WWE)
- Titlul Mondial ECW(3 ori)
- Titlul Intercontinental(o dată)
- Titltul Statelor Unite(o dată)
- Titlul Hardcore(de 3 ori)
- Centurile Mondiale La echipe de 5 ori,cu Undertaker(2),cu Kane(1),cu Chris Jericho(1),cu The Miz(1)
- Centurile WWE la echipe de 3 ori,cu Kane(1),cu Chris Jericho(1),cu The Miz(1)
- Meciul memorial Andre the Giant la Wrestlemania XXXI (31)
- Titlul Mondial la Categoria grea WCW( de 2 ori,cel mai tânăr din istorie)
- Centurile Mondiale la Echipe WCW de 3 ori,cu Lex Luger(1),cu Sting(1),cu Scott Hall(1)
- WCW World War 3(199)
- King Of Cable (1996)

1. ↑  „WWA CAGEMATCH, Events Database - the Internet Wrestling Database”. Accesat în 10 aprilie 2020.